# 根结线虫科
根结线虫科（学名：Meloidogynidae）为小桿目的一个科。

## 下级分类
本科包括以下属：
- Meloidoderella Khan, 1972
- 根结线虫属 Meloidogyne Goeldi, 1892
- Spartonema Siddiqi, 1986